# Stazione di Ōsaka
La stazione di Osaka (大阪駅?, Ōsaka-eki) è la principale delle stazioni della Città di Osaka, in Giappone. Si trova nella zona di Umeda, parte del quartiere Kita-ku, ed è il principale nodo ferroviario cittadino, soprattutto per i convogli diretti a nord, est e ovest. La stazione è di proprietà delle ferrovie JR West ed ospita i convogli che percorrono le linee di Kyoto, Kobe e della circolare di Osaka, collegate al resto della rete ferroviaria nazionale del Gruppo JR. In particolare, la linea di Kyoto collega Osaka al nord e all'est del paese, quella di Kobe con l'ovest e quella circolare con varie località a sud e a est, nella grande penisola di Kii.
Una rete molto estesa di sotterranei collega la stazione di Osaka a varie stazioni della metropolitana cittadina, delle ferrovie Hankyū, Hanshin e alla stazione di Kitashinchi della linea JR Tozai, anch'essa facente parte della rete di JR West.

## Interscambi

### Linee JR
Nella stazione di Osaka si fermano i treni del Gruppo JR. Le linee JR Kyōto JR Kōbe e JR Takarazuka fanno parte della linea principale Tōkaidō, collegata a tutte le principali linee del gruppo.
- Linea principale Tōkaidō - collega Tokyo a Kōbe, passando per Osaka.
  - Linea JR Kyōto - collega Kyoto a Osaka. A Kyoto si congiungono la linea Biwako, che è il segmento della Tokaido che va verso nord-est e costeggia ad est il lago Biwa, la linea principale San'in, che va verso ovest ed arriva a Tottori, la linea Nara che va verso sud fino a Nara e la linea Kosei, che va verso nord costeggiando il lato ovest del lago Biwa
  - JR Kōbe - collega Osaka a Himeji. Fino a Kobe fa parte della Tokaido e da Kobe a Himeji fa parte della linea principale Sanyo. Da Himeji la Sanyo prosegue a nord-ovest fino a Kitakyūshū, vicino a Fukuoka. Sempre da Himeji partono la linea Bantan che si dirige verso nord ed arriva ad Asago, dove si connette con la linea principale San'in che arriva a Tottori, e la linea Kishin, che va verso ovest ed arriva a Niimi nella Prefettura di Okayama
  - JR Takarazuka - collega Osaka a Fukuchiyama, nel nord-ovest della Prefettura di Kyoto, dove si congiunge alla linea principale San'in
- Linea Circolare di Ōsaka - La linea Circolare di Osaka ruota attorno al centro cittadino e da alcune delle sue stazioni partono altre linee della JR West che collegano Osaka a sud con diverse altre località della penisola di Kii. In particolare:
  - Dalla stazione di Nishikujō parte verso ovest la breve linea Sakurajima che arriva in uno dei quartieri occidentali, vicino al porto
  - Dalla stazione di Tennōji, nel sud della città, parte verso est la linea Yamatoji, che fa parte della linea principale Kansai diretta a Nara e Nagoya, e verso sud la linea Hanwa che arriva a Wakayama
  - Alla stazione di Kyōbashi si congiungono la linea Katamachi, che percorre la zona nord-est della Prefettura di Osaka, e la linea JR Tōzai, una sorta di metropolitana delle JR che attraversa Osaka in sotterranea collegando le linee Katamachi, JR Kobe e JR Takarazuka

#### Stazione di Kitashinchi
Nelle vicinanze si trova la stazione di Kitashinchi della linea JR Tōzai; si può raggiungere percorrendo la vasta rete di gallerie commerciali sotterranee che si estende sotto alla stazione di Osaka.

### Metropolitane
Dalle gallerie sotterranee si raggiungono stazioni di altre ferrovie e linee metropolitane situate nelle vicinanze:
- Metropolitana di Osaka
  - Higashi-Umeda - situata a sud-est della stazione di Osaka
    -  Linea Tanimachi

  - Stazione di Nishi-Umeda - situata a sud-ovest della stazione di Osaka
    -  Linea Yotsubashi

  - Stazione di Umeda - situata sotto alla stazione di Osaka
    -  Linea Midōsuji

### Altre ferrovie
- Ferrovie Hanshin
  - Stazione di Umeda - situata vicino al lato sud della stazione di Osaka
    - Linea principale Hanshin
- ■ Ferrovie Hankyū
  - Stazione di Umeda - situata vicino al lato nord-ovest della stazione di Osaka
    - Linea Hankyū Kōbe
    - Linea Hankyū Takarazuka
    - Linea Hankyū Kyōto

### Autobus
Sul lato sud-ovest della stazione si trova un terminal per gli autobus che svolgono servizio urbano e per quelli del servizio extra-urbano. Nelle vicinanze si fermano anche autobus notturni a lunga percorrenza che si recano in altre città del Giappone.

## Storia e descrizione

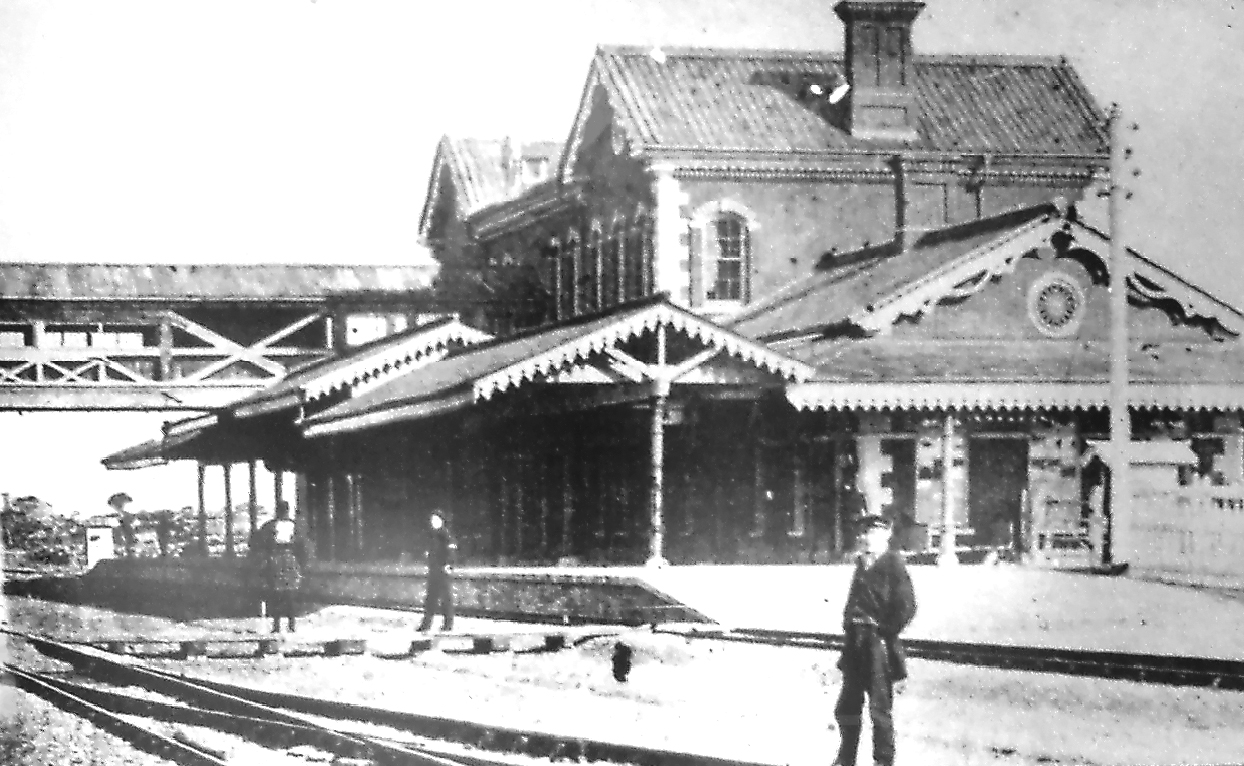
1874

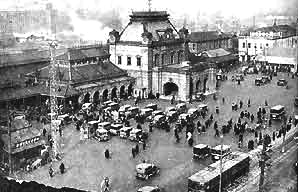
1901

La stazione di Osaka fu inaugurata l'11 maggio 1874 ed è una delle più vecchie stazioni ferroviarie della regione del Kansai; fu costruita per i convogli della linea tra Osaka e Kōbe. La stazione rese l'odierno quartiere Kita-Ku un centro di primaria importanza nella città, al punto che diverse ferrovie sviluppate negli anni precedenti costruirono a loro volta nelle vicinanze stazioni terminali delle loro linee.
La stazione è stata oggetto di numerosi interventi di restauro, già nel 1901 subì una prima ristrutturazione a cui seguì quella del 1940. Durante la seconda guerra mondiale, la città fu oggetto di pesanti bombardamenti delle forze alleate che distrussero parzialmente la stazione di Osaka; la parte più colpita divenne in breve una zona malfamata dove si tenevano attività illegali. Questa situazione terminò solo negli anni settanta con la ricostruzione della parte demolita. Nel 1979 venne portato a termine il progetto per recuperare la parte nord, distrutta durante la guerra. Nel 1983 venne edificato un grattacielo nel lato sud della stazione con funzione di albergo e centro commerciale.

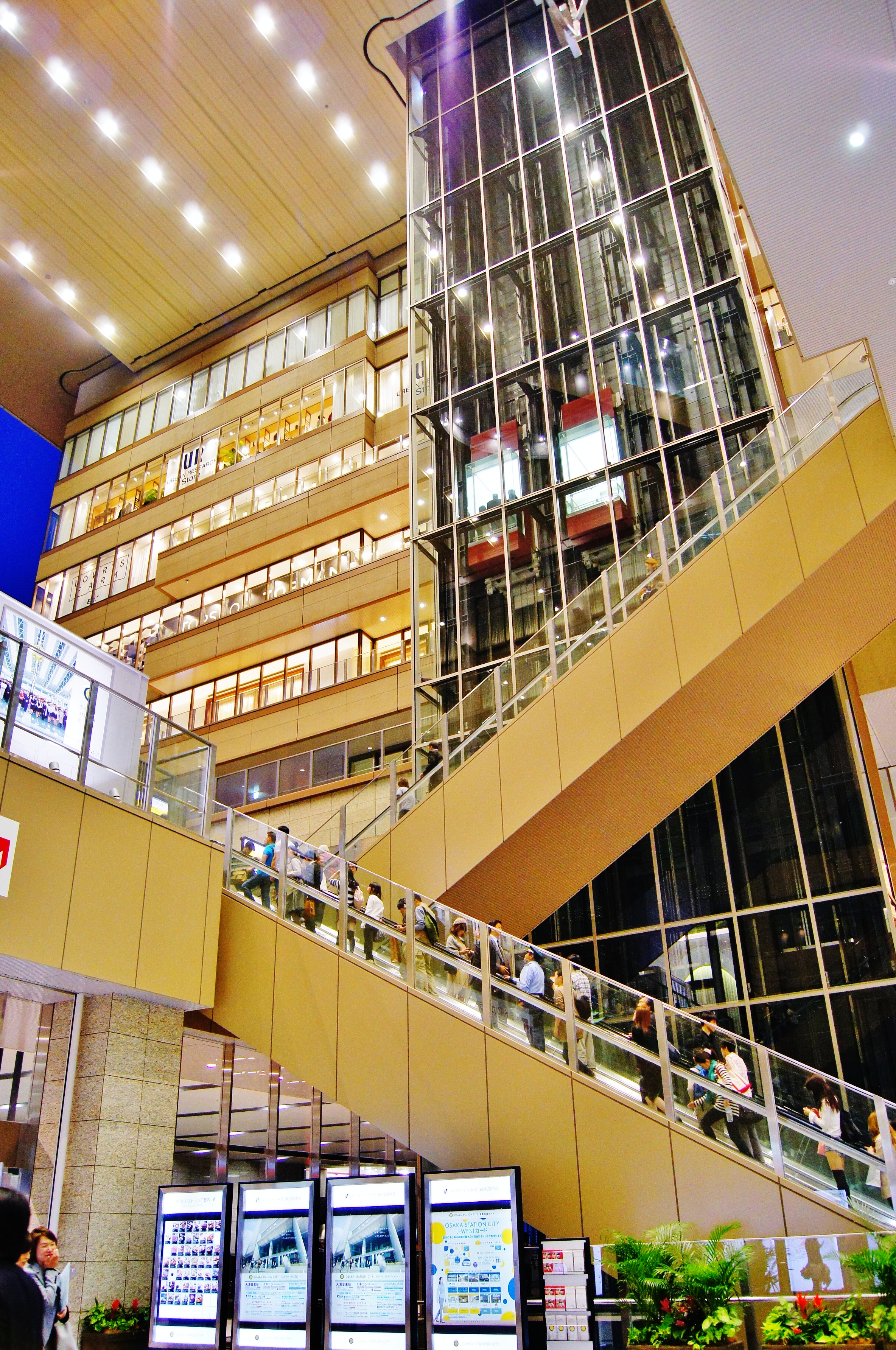
Stazione di Osaka, ottobre 2011

### Riqualificazione del 2010-2011
Nel 2011 è stato completato un radicale rinnovo della stazione che è stata inserita in una cittadella commerciale cui è stato dato il nome inglese Osaka Station City. Oltre alla ristrutturazione del grattacielo sul lato sud e alla costruzione ex novo di un complesso di edifici e centri commerciali sul lato nord, è stato cambiato anche l'aspetto della stazione. Sono stati costruiti un grande atrio a cavallo dei binari, che permette di raggiungerli anche da sopra, e un'enorme copertura diagonale lievemente arcuata degli stessi binari. È possibile salire gratuitamente fino al 14º piano dell'edificio nord, dal quale è possibile avere una visuale panoramica della città.
Di seguito alcune tra le varie attrazioni presenti nell''Osaka Station City' suddivise per edifici:
- Edificio dell'entrata sud:
  - Grandi magazzini Daimaru Umeda
  - Centro Pokémon di Osaka
  - Hotel Granvia Osaka
  - Tokyu Hands
- Edificio dell'entrata nord:
  - Grandi magazzini JR Osaka Isetan Mitsukoshi
  - Grandi magazzini Lucua
  - Cinema multisala Osaka Station City
  - Itochu sōgō shōsha

### Galleria fotografica dei lavori di riqualificazione
Di seguito le varie fasi della ristrutturazione. . Nell'immagine a sinistra la veduta d'assieme dell'Osaka Station City, a destra il complesso degli edifici nord a sinistra l'edificio sud. Nel mezzo l'imponente copertura e gli 11 binari.

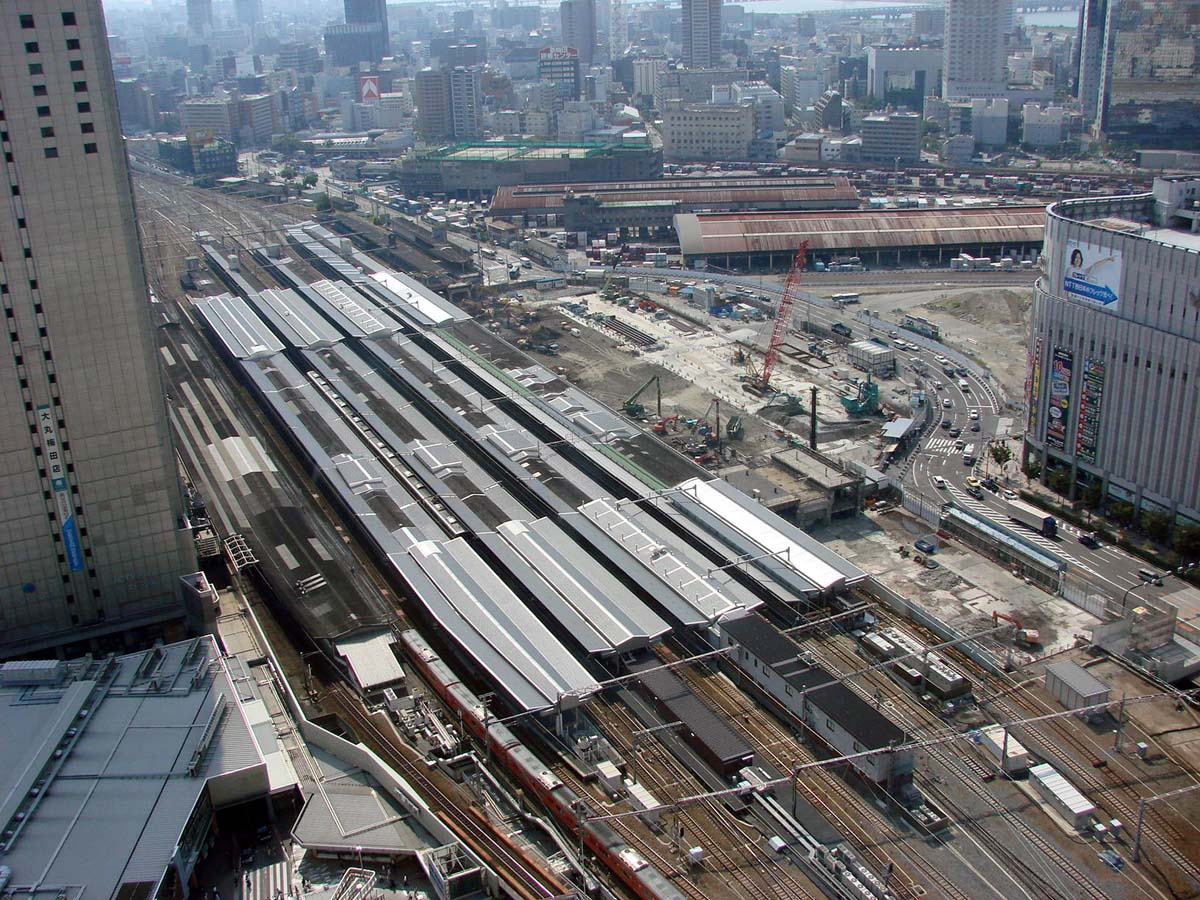
agosto 2007
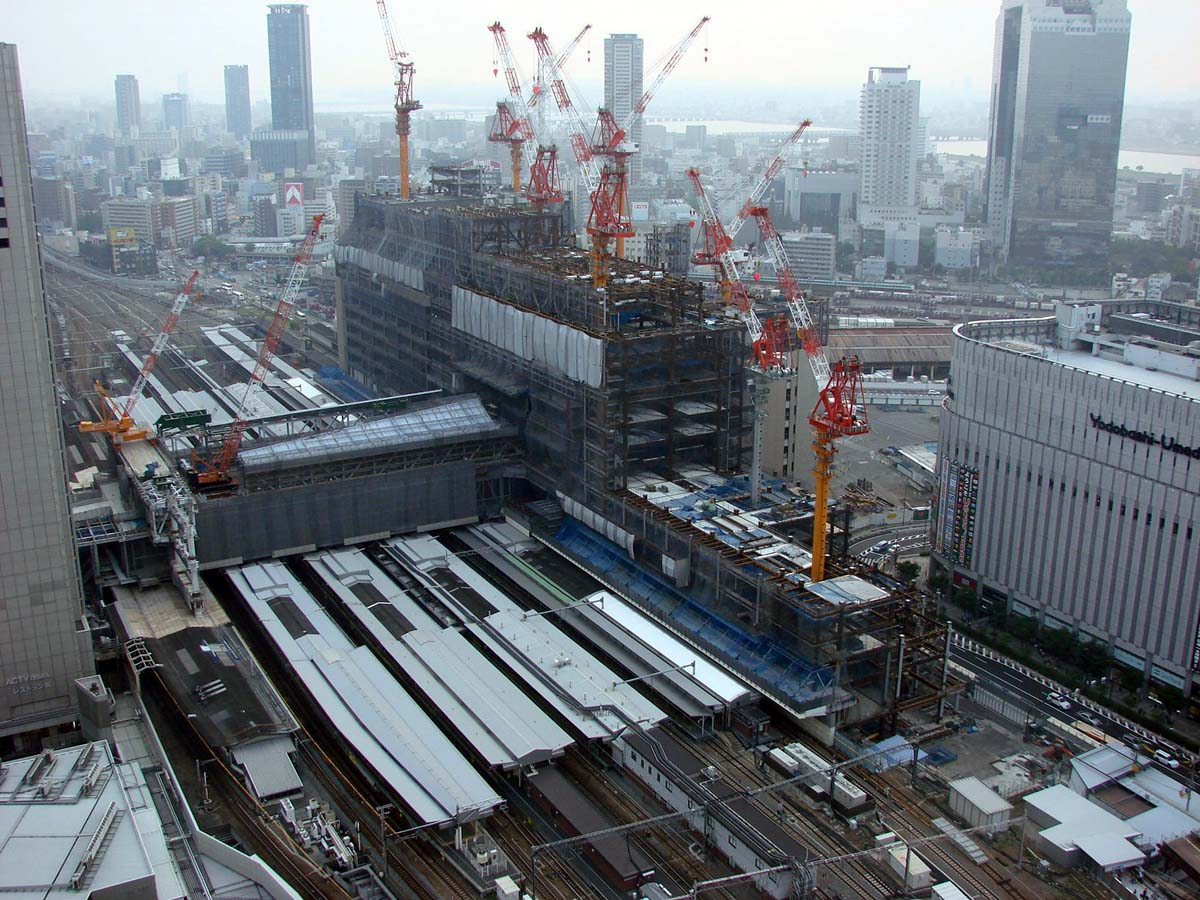
giugno 2009
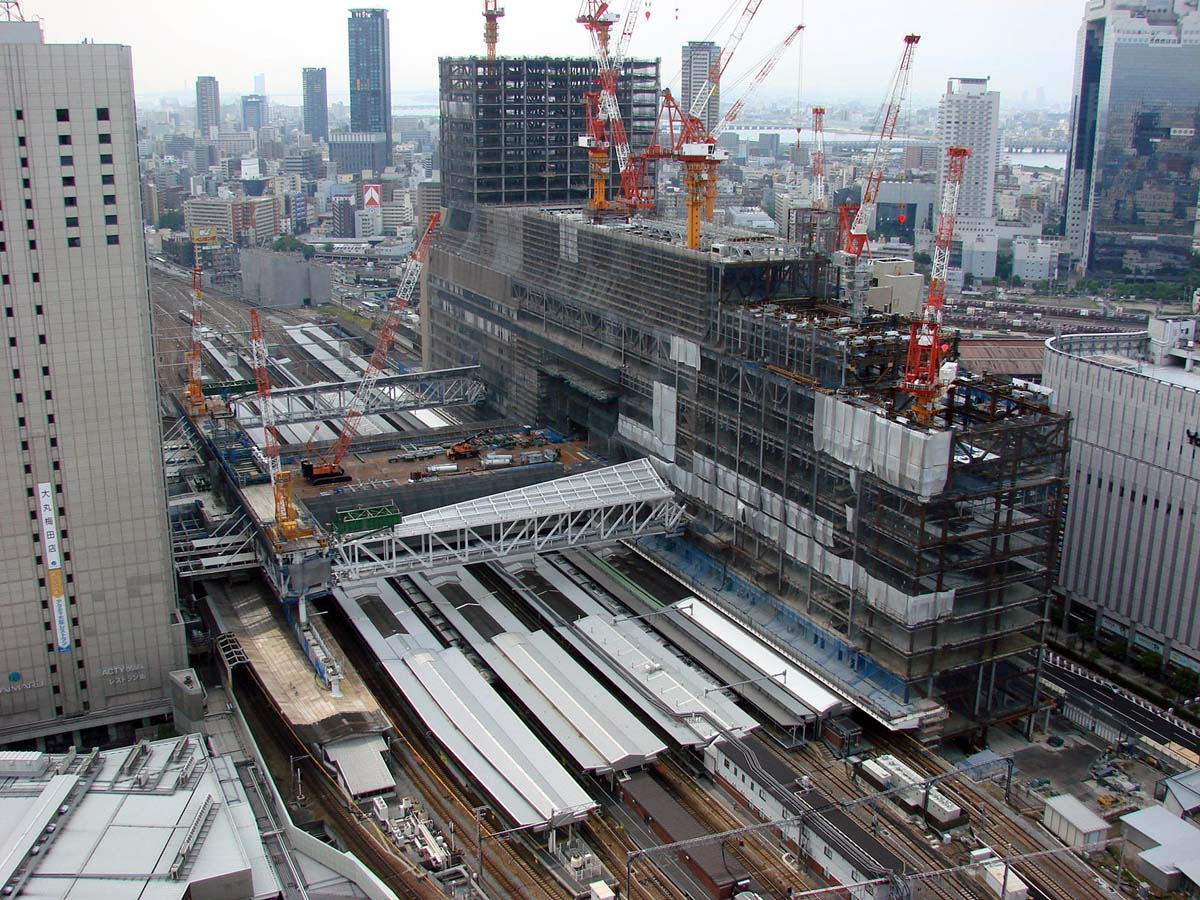
settembre 2009
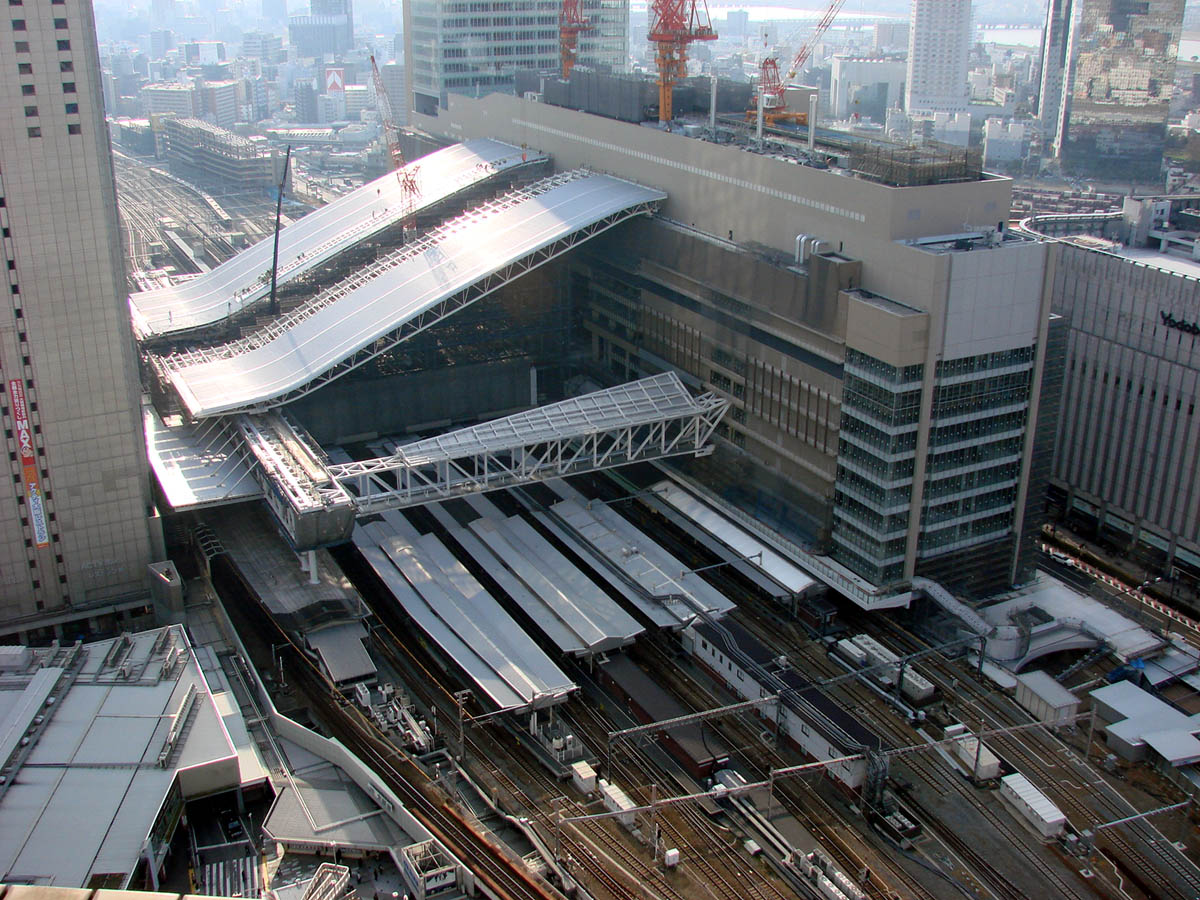
marzo 2010
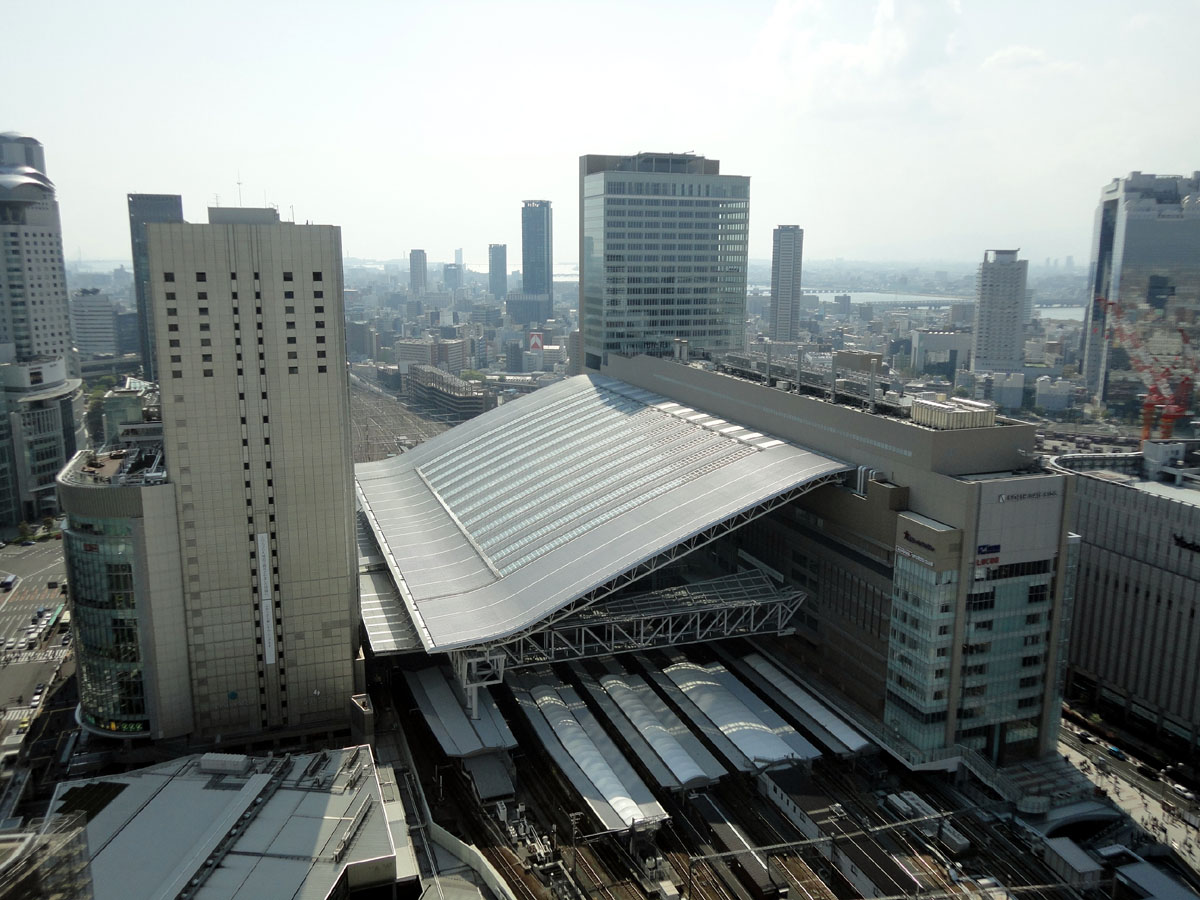
aprile 2011

### Progetti futuri
Attualmente è in fase di costruzione un complesso di edifici in luogo del dismesso scalo merci di Umeda, dove in futuro potrebbe essere realizzato un nuovo terminal per la linea Ōsaka Higashi, in via di espansione.

## Caratteristiche
La stazione di Osaka è sopraelevata rispetto al livello del piano stradale, e i binari sono al primo piano dell'edificio (il secondo per il sistema giapponese di conteggiare i piani). Ci sono quattro concourse, corrispondenti a quattro diverse aree dove sono posizionati i tornelli di accesso: l'ingresso Midosuji serve da collegamento con la stazione delle Ferrovie Hankyū e la metropolitana di Osaka; l'ingresso centrale si collega ai grandi magazzini Daimaru, Mitsukoshi-Isetan e Yodobashi Camera, nonché alla stazione delle Ferrovie Hanshin; l'ingresso Sakurabashi permette di accedere all'Herbis Osaka, all'Umeda Sky Building e alla stazione di Nishi-Umeda; infine, gli ingressi a ponte, con accesso diretto ai grandi magazzini suddetti e al ponte di collegamento con la stazione di Umeda.
Anche la disposizione dei binari è stata modificata nel corso dei lavori di restauro della stazione terminati nel 2011.

### Utilizzo
Le stazioni di Ōsaka e Umeda sono le più affollate nel Giappone occidentale: nell'anno 2005 2.343.727 passeggeri le utilizzavano ogni giorno, rendendole insieme la terza stazione più frequentata al mondo.
La stazione di Ōsaka possiede anche uno scalo merci.

### Binari
La stazione dispone di 11 binari con 10 banchine ad isola ed 1 laterale. L'incarrozzamento a raso non è perfetto: un piccolo gradino di pochi centimetri richiede l'uso di una pedana o l'aiuto di una persona per l'accesso dei passeggeri in sedia a rotelle.
| 1    | ■Linea Circolare di Ōsaka | Circolare interna per Nishikujo, Bentencho, Shin-Imamiya e Tennoji ■Linea Sakurajima per gli Universal Studios Japan ■Linea Yamatoji per le stazioni di Ōji e Nara ■Linea Kansai Aeroporto per l'aeroporto Internazionale del Kansai ■Linea Hanwa per Wakayama |
| 2    | ■Linea Circolare di Ōsaka | Circolare esterna per Kyobashi, Tsuruhashi e Tennōji |
| 3-4  | ■Linea JR Takarazuka      | Per Takarazuka, Sanda e Kinosaki Onsen (treni espressi limitati "Kounotori" e treni partenti da Osaka) |
| 3-4  | ■Linea JR Kōbe            | Per Sannomiya, Himeji, Tottori e Kurayoshi (treni espressi limitati e parte dei servizi rapidi speciali) |
| 5-6  | ■Linea JR Kōbe            | Per Sannomiya, Nishi-Akashi e Himeji (locali, rapidi e rapidi speciali) |
| 5-6  | ■Linea JR Takarazuka      | Dalla linea JR Kyōto per Takarazuka e Sanda |
| 7-8  | ■Linea JR Kyōto           | Per Shin-Osaka, Takatsuki e Kyoto (locali, rapidi e rapidi speciali) |
| 9-10 | ■Linea JR Kyōto           | Parte dei servizi rapidi speciali Shin-Osaka, Takatsuki e Kyoto |
| 11   | ■Linea Hokuriku           | Per Fukui, Kanazawa e Toyama |